# 中央人民委员会
中央人民委员会（朝鲜语：／）是1972年至1998年间朝鲜民主主义人民共和国设立的国家机构。
1972年12月27日通过的朝鲜民主主义人民共和国社会主义宪法（1972年宪法）设立国家主席和中央人民委员会。宪法规定中央人民委员会是「国家主权的最高指导机关」。1998年最高人民会议通过修改宪法，废除国家主席及其领导的中央人民委员会。

## 构成
中央人民委员会由委员长、副委员长、秘书长、委员等人员组成。
1972年的宪法规定国家主席为中央人民委员会的「首班」（수반），兼任委员长职务，副委员长则由国家副主席兼任。包括国家主席及国家副主席在内，中央人民委员会的组成人员由最高人民会议选出。1972年宪法规定委员会的任期为4年，1992年宪法更改为5年。1972年宪法又规定，最高人民会议根据中央人民委员会委员长（国家主席）的提议，任免副委员长（国家副主席）、秘书长、委员（最多时25人）。
中央人民委员会的委员长自委员会设立以来，一直由时任朝鲜劳动党总书记兼国家主席的金日成担任。1994年7月8日，金日成病逝後，国家主席和委员长的职位至1998年委员会被修宪废除，期间一直缺位。
1972年宪法规定中央人民委员会下设专门委员会，包括对内政策委员会、对外政策委员会、国防委员会、司法安全委员会等。1992年修宪後，国防委员会从中央人民委员会分离，金日成的接班人金正日担任国防委员会委员长。

## 职权
根据朝鲜民主主义人民共和国宪法规定，中央人民委员会被赋予极大的职权。
宪法规定国家主席担任委员长并指导中央人民委员会的工作，委员会的设立加强了金日成担任最高领导人期间的权力。中央人民委员会被视爲「金日成加强集中权力的机关」，而且是金日成推动其「唯一领导体系」的「半政半党」机关。

### 1972年宪法
- 树立国家的内外政策。
- 指导政务院、地方人民会议及人民委员会的工作。
- 指导司法及检察机关的工作。
- 指导国防及国家政治保卫工作。
- 监督宪法、最高人民会议法令、国家主席命令、中央人民委员会的政令、决定、指示的执行状况，废止违反规例的国家机关决定及指示。
- 更改政务院的组成部门「省」及个别执行机关「部」的设立。
- 根据政务院总理的提议，任免副总理、各部长及其他政务院组成人员。
- 任命或召还驻外大使、公使。
- 任免重要军事干部，授予军事称号。
- 制定勲章、名誉称号、军事称号及外交职级，授予勲章、名誉称号。
- 实施大赦。
- 变更行政区域。
- 在紧急状态下宣布战时状态及颁布动员令。
- 发布中央人民委员会政令、决定、指示。

### 1992年宪法
- 制定国家执行的政策和措施。
- 指导政务院、地方人民会议及人民委员会的工作。
- 指导司法、检察机关的工作。
- 指导国家机关遵守和执行法规，提出处理执行法规时遇到的问题。
- 监督宪法、最高人民会议法令及决定、最高人民会议常设会议决定及指示、国家主席命令、国防委员会决定及命令、中央人民委员会政令及决定的执行状况，停止执行违反规例的地方人民会议决定，废止违反规例的国家机关决定及指示。
- 设立或废除政务院的省、部、委员会等组成部门。
- 最高人民会议休会期间，根据政务院总理的提议，任免副总理、相、委员长及其他政务院组成人员。
- 任免中央人民委员会专门委员会的委员。
- 批准或废除与外国缔结大的条约。
- 决定任命或召还驻外国的外交代表。
- 制定勲章、奖章、名誉称号、外交职级，授予勲章、奖章、名誉称号、外交职级。
- 行使大赦权。
- 设立及变更行政区域。
- 发布中央人民委员会的政令、决定、指示。

## 影响
中央人民委员会设立以後，原先作爲讨论重要政策及作出决定的朝鲜劳动党中央委员会召开次数明显减少，取而代之的是中央人民委员会取代朝鲜劳动党对国家政策方针作出决定。朝鲜劳动党中央政治局委员如果未能入选中央人民委员会委员，甚至被外界视爲失势。金日成的作爲最高领导人的权力基础从劳动党转到作爲国家机构的中央人民委员会。金日成死後权力再转移到由金正日领导的国防委员会。

## 历任委员长
| 任次                 | 姓名                 | 就任日期             | 卸任日期             | 政党                 |
| 中央人民委员会委员长 | 中央人民委员会委员长 | 中央人民委员会委员长 | 中央人民委员会委员长 | 中央人民委员会委员长 |
| -------------------- | -------------------- | -------------------- | -------------------- | -------------------- |
| 1                    | 金日成               | 1972年12月27日       | 1994年7月8日         | 朝鲜劳动党           |
| 国防委员会第一委员长 |                      |                      |                      |                      |
| 2                    | 金正日               | 1993年4月9日         | 2011年12月17日       | 朝鲜劳动党           |